# Gens Anicia
La gens Anicia fu una gens romana attiva sulla scena politica sin dalla fine del IV secolo a.C., ma particolarmente fiorente tra il IV e il VI secolo quando raggiunse l'apogeo delle sue fortune. Il primo membro illustre della gens fu Lucio Anicio Gallo, console nel 160 a.C. Questa gens annovera tra i suoi membri anche tre pontefici, Felice III, Agapito I e Gregorio I.

## Itria nominausati dalla gens
Gli Anicii usarono regolarmente i praenomina Lucius (Lucio), Amnius (Amnio), Quintus (Quinto), Sextus (Sesto), Marcus (Marco), Gnaeus (Gneo), Titus (Tito), Caius (Gaio), Aurelius (Aurelio), Petronius (Petronio) e Flavius (Flavio) per gli uomini e Tyrrenia (Tirrenia) e Demetrias (Demetriade) per le donne. I cognomina utilizzati dalla gens Anicia furono Praenestinus (Prenestino), Gallus (Gallo), Faustus (Fausto), Paulinus (Paulino), Auchenius (Auchenio), Bassus (Basso), Proba, Faltonia, Iulianus (Giuliano), Hermogenianus (Ermogeniano), Olybrius (Olibrio), Maximus (Massimo), Boëthius (Boezio) e Albinus (Albino).

## Storia familiare

### Origini
Risulta che gli Anicii si originino dalla città di Praeneste (oggi Palestrina), come si evince dal cognomen "Praenestinus" che appare nei nomi dei membri più antichi come Quinto Anicio Prenestino, vissuto nel IV secolo a.C.
Quest'ultimo divenne edile curule nel 304 a.C., per cui si crede che si sia spostato da Praeneste a Roma in quel periodo, oppure durante la guerra latina. Con lui la gens avrebbe acquistato potere locale iniziando a occupare cariche relativamente importanti, culminando con Lucio Anicio Gallo, che fu pretore e poi console nel 160 a.C., guidando la terza guerra illirica contro il re degli illiri Genzio, conquistando Scodra (Scutari). Sedò alcune rivolte greche in Epiro e fu il mediatore, nel 154 a.C., per la pace tra i regni di Bitinia e Pergamo.
Non si conoscono altri membri influenti della gens, se non per alcuni senatori e legati occasionalmente menzionati da Cicerone.

### Età imperiale
La gens Anicia raggiunse il suo picco di splendore durante il periodo tardo dell'Impero romano, grazie a una serie di unioni matrimoniali che la resero influente nello scenario politico romano. Alcuni studiosi sostengono che questa famiglia non sia correlata a quella di età repubblicana e si tratti di un caso di omonimia.
Il primo membro particolare fu Gaio Anicio Ceriale, console nel 65 d.C., che però cadde in disgrazia durante il regno di Nerone e commise il suicidio per evitare che venisse perseguito dalla legge (secondo il resoconto dubbio narrato da Cassio Dione). Segue Quinto Anicio Fausto, console del 198 e molto attivo in Numidia; i cui discendenti furono politici rilevanti ricoprendo cariche come governatori della Mesia, edili, proconsoli, legati e alti onori nell'esercito romano, oltre che patroni della città di Uzappa in Africa, alcuni esempi notevoli sono: Anicio Fausto Paolino (figlio di Quinto e console del 230), Anicio Fausto (nipote del precedente, console del 298), Amnio Anicio Giuliano (console del 322), Anicio Auchenio Basso (proconsole della Campania nel 382) e Anicio Auchenio Basso III (Comes rerum privatarum del 425). L'albero geneologico è stato ricostruito per la prima volta dallo storico francese Christian Settipani, e sempre quest'ultimo afferma che tra il III e il V secolo d.C. la famiglia detenne la carica di console per ben 10 volte e quella di praefectus urbi svariate volte. La gens si unì matrimonialmente alle gentes Annia, Petronia e Cocceia, e ad alcuni politici importanti come Lucio Cesonio Ovinio Manlio Rufiniano Basso o Gaio Avidio Cassio. Giocò un ruolo importante nella cristianizzazione dell'impero romano, risulta infatti che furono la prima famiglia del senato romano a convertirsi al cristianesimo e furono i principali sostenitori di Costantino I e questa cosa accrebbe il loro potere; generarono anche alcuni protomartiri e santi come Paolino di Nola.
Alla famiglia appartenne attraverso matrimonio Quinto Clodio Ermogeniano Olibrio (fl. 361–384), un importante uomo politico, che occupò, in ordine, le cariche di vir clarissimus, consularis, proconsole, praefectus urbi, prefetto, console e giudice; la sua figlia sposò Sesto Claudio Petronio Probo (328–390) considerato l'uomo più influente nella Roma del IV secolo, data la sua carriera politica di successo e la sua ricchezza, ed era chiamato «aniciae domus culmen», cioè "vetta della casata degli Anicii". Dai suoi due figli (rispettivamente Anicio Probino e Flavio Anicio Ermogeniano Olibrio) si originano gli imperatori d'occidente Petronio Massimo (455) e Anicio Olibrio (472), sua figlia Anicia Giuliana fu un'importantissima aristocratica, mecenate e religiosa nell'impero bizantino, ed era imparentata con gli imperatori Costanzo III (421), Valentiniano III (425–455), Teodosio II (402–450) e Anastasio I (491–518), suo marito il generale Areobindo Dagalaifo Areobindo e suo figlio il console Olibrio arrivarono anche loro vicini alla carica imperiale. Secondo una possibile congettura, sua figlia si sarebbe imparentata con la famiglia di Giustiniano I (527–565).

Il potere familiare si consolidò quando la gens si unì a ciò che restava della storica gens Iulia.

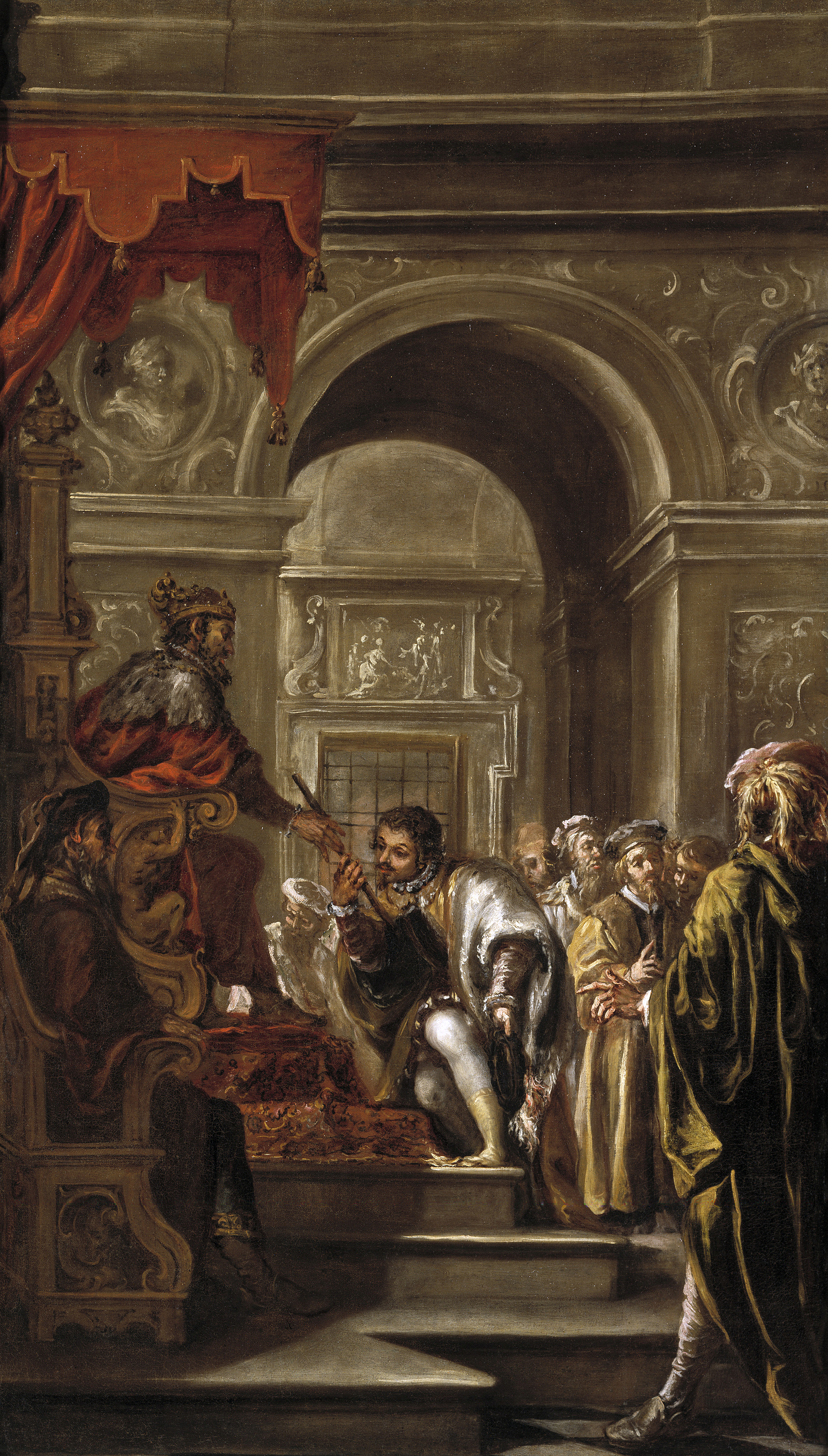
Nombramiento de san Ambrosio como gobernador de Liguria y Emilia di Juan de Valdés Leal (Museo del Prado, 1673), con Sesto Claudio Petronio Probo.
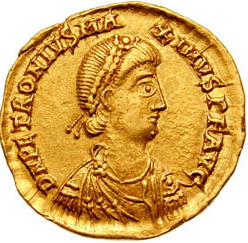
Solido di Petronio Massimo.
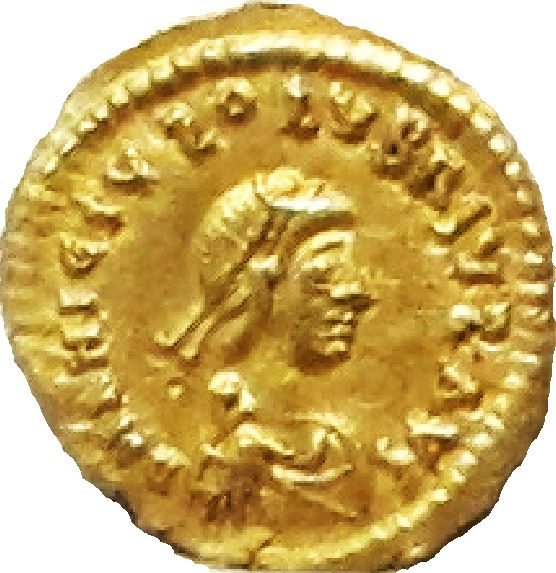
Tremisse di Anicio Olibrio.
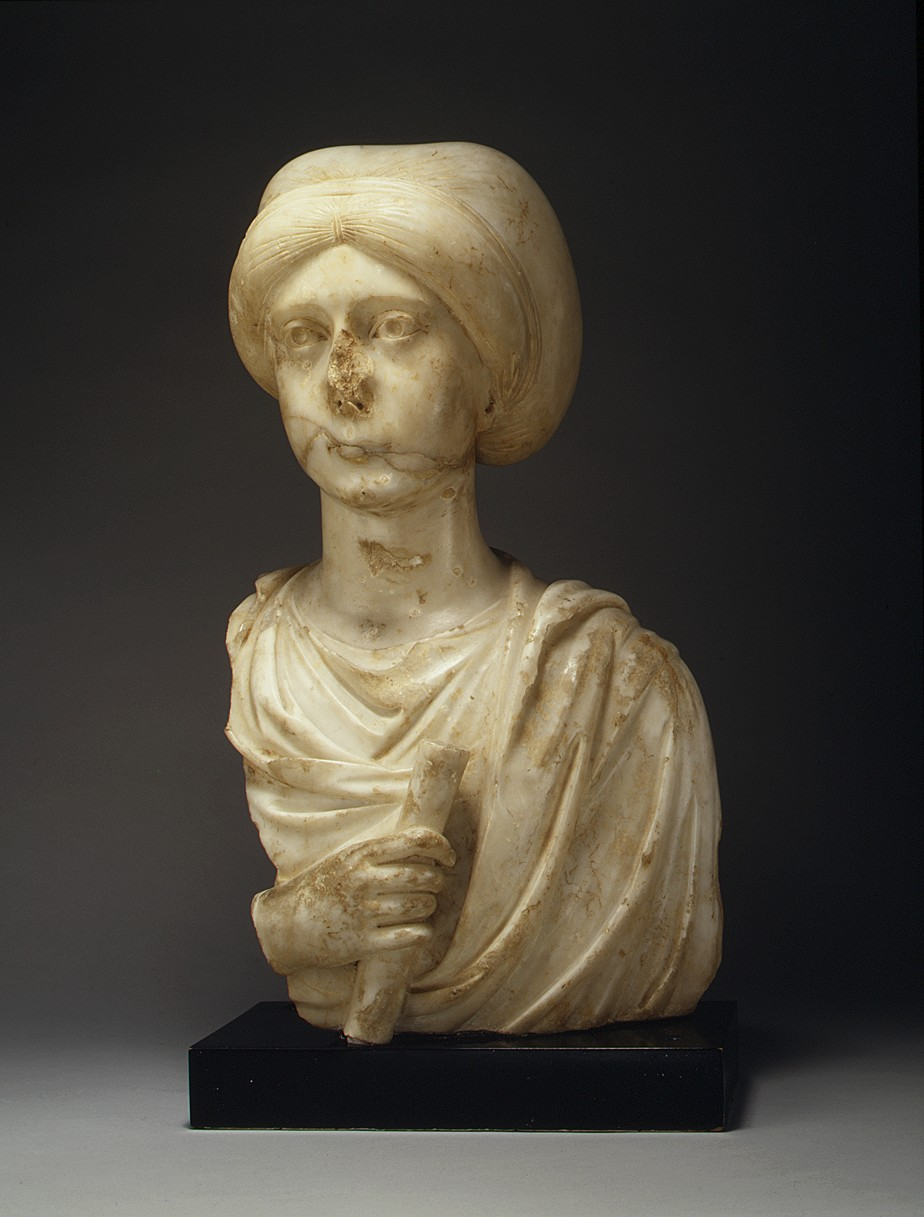
Anicia Giuliana, busto del VI secolo ora esposto al Metropolitan Museum of Art di New York.

### Discendenze post-classiche
Con il tramontare dell'impero romano la famiglia iniziò a perdere la propria importanza, ma non divenne irrilevante, difatti produsse ancora alcuni personaggi importanti; sfortunatamente risulta difficile ricostruire i collegamenti genealogici a causa della mancanza di fonti alto-medievali.
Un primo esempio è San Severino Boezio, filosofo, politico e martire cristiano durante il regno ostrogoto in Italia, che contribuì notevolmente alla nascita della Scolastica. Questo fa supporre che la famiglia si divise in due rami, uno italiano e uno bizantino. 
Al ramo bizantino appartiene anche Anicio Fausto Albino Basilio, l'ultimo uomo a detenere il consolato nella storia romana; al ramo italiano vi appartennero anche Benedetto e Scolastica da Norcia, ma soprattutto i pontefici Felice III (483–492), Agapito I (535–536), Gregorio Magno (590–604) e Adriano I (772), che ne risulta essere l'ultimo membro noto con certezza.
La gens Anicia, come la ora parente gens Iulia, divennero soggetto di ammirazione nel Medioevo, infatti moltissimi uomini e famiglie illustri principalmente europee sostenevano di discendere da una delle due gentes, questo per glorificare la loro dinastia o altri motivi di propaganda. Va comunque ricordato che non è possibile comprovare queste tesi per la mancanza di fonti certe, si tratta della teoria della "discendenza dall'antichità".
L'esempio più celebre è quello di Carlo Magno: esistono più speculazioni sulla sua genealogia, una attraverso la gens Iulia e una attraverso la gens Anicia stessa, ovvero attraverso Ruricio di Limoges, che era un discendente di Quinto Clodio Ermogeniano Olibrio, questa ipotesi è supportata da Christian Settipani.
Altri casi di presunta discendenza dalla gens Anicia sono i conti di Tuscolo, i Colonna, i Tolomei e altre famiglie nobili italiane, particolare poi è la dinastia dei Frangipane, un'importante famiglia romana che ebbe collegamenti con lo Stato Pontificio e che si attesta fino all'età moderna; secondo il Boccaccio inoltre Dante Alighieri e la sua famiglia di appartenenza discendono dai Frangipane e quindi la gens attraverso gli Elisei.

## Membri illustri dellagens
- Quinto Anicio Prenestino: fu edile curule nel 304 a.C.;
- Lucio Anicio Gallo (Lucius Anicius Gallus): fu console del 160 a.C.;
- Anicia Anatolia (Anicia Anatolia): fu martire nel 249;
- Ansano: protomartire nel 304 e patrono di Siena;
- Amnio Anicio Giuliano (Amnius Anicius Iulianus): fu console del 322;
- Amnio Manio Cesonio Nicomaco Anicio Paolino (Amnius Manius Caesonius Nichomacus Anicius Paolinus iunior Honorius): fu console 334, figlio del precedente;
- Flavio Anicio Ermogeniano Olibrio (Flavius Anicius Hermogenianus Olybrius): fu console nel 395;
- Flavio Anicio Probino (Flavius Anicius Probinus): fu console nel 395;
- Anicia Giuliana (Anicia Iuliana): fu moglie di Flavio Anicio Ermogeniano Olibrio;
- Petronio Massimo Anicio: imperatore romano d'Occidente, dal 17 marzo 455 al 22 aprile 455
- Anicio Olibrio (Anicius Olybrius): fu senatore, console nel 464 e imperatore romano nel 472;
- Anicia Giuliana  (Anicia Iuliana): fu l'unica figlia di Anicio Olibrio;
- Flavio Anicio (Flavius Anicius): fu console nel 491;
- Anicio Massimo (Anicius Maximus): fu console nel 523;
- Anicio Fausto Albino Basilio (Anicius Faustus Albinus Basilius): fu l'ultimo console romano, nel 541;
- Passara (Passara): fu moglie di Germano Giustino, cugino di Giustiniano I;
- Papa Felice III (Felix Anicius): fu sommo pontefice dal 483 al 492;
- Papa Agapito I (Agapetus Anicius): fu sommo pontefice dal 535 al 536;
- Papa Gregorio I (Gregorius Anicius): nato nel 540, fu sommo pontefice dal 590 al 604;
- Benedetto da Norcia; fondatore dell'ordine benedettino. Non si conosce il suo nome esatto, ma si sa che suo nonno era Anicius Iustinianus Probus.
- Scolastica da Norcia: sorella gemella di Benedetto, visse anch'essa a cavallo del V e VI secolo. Secondo il resoconto di papa Gregorio I, pure membro della famiglia Anicia, fu fondatrice dell'ordine delle Monache benedettine.
- Severino Boezio (Anicius Manlius Torquatus Severinus Boethius) vissuto a cavallo del V e VI secolo
- Placido, Roma 515 - Messina 541, monaco benedettino, fondatore del primo monastero benedettino di Sicilia, martire a Messina il 5 ottobre del 541.

## Stemmata
- Sesto Cocceio Anicio Fausto Paolino, proconsole d'Africa (260 circa)
  - Sesto Anicio Fausto Paoliniano
  - Anicio Fausto, console 298, praefectus urbi 299
    - Sesto Anicio Fausto Paolino, console 325, praefectus urbi 331-333
    - Amnio Anicio Giuliano, console 322, praefectus urbi 326-329
      - Marco Giunio Cesonio Nicomaco Anicio Fausto Paolino
        - Anicio Paolino, praefectus urbi 380

      - Amnio Manio Cesonio Nicomaco Anicio Paolino, console 334, praefectus urbi 334-335
        - Anicio Auchenio Basso, praefectus urbi 382, sposa Turrenia Onorata
          - Anicio Auchenio Basso, console 408
            - Anicio Auchenio Basso, console 431
            - Anicia Giuliana, sposa Anicio Ermogeniano Olibrio, console 395

          - Tirrenia Anicia Giuliana, sposa Quinto Clodio Ermogeniano Olibrio
            - Anicia Faltonia Proba, sposa Sesto Claudio Petronio Probo
              - Anicio Ermogeniano Olibrio, console 395, sposa Anicia Giuliana
                - Demetriade
                - Anicio Probo
                  - Anicio Olibrio, imperatore

              - Anicio Probino, console 395
                - Petronio Massimo, imperatore